# Бандурист

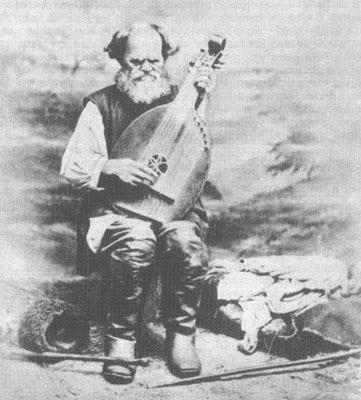
Остап Вересай.

Бандури́ст, Торба́нщик, бандурщик, кобзарь — музыкант, играющий на бандуре, украинский народный музыкант-сказитель, поющий думы, псальмы, исторические, лирические, шуточные, бытовые песни, и аккомпанирующий себе на бандуре (кобзе).
В большинстве случаев это были слепцы-крестьяне, просившие милостыню, исполняя думы, исторические песни, «козацьш причти», «запорозьга псальми» и тому подобное, также это были выходцы из казачества, часто бродячие слепцы.

## О бандуристах
Искусство бандуристов складывалось на протяжении длительного времени. Первое упоминание об употреблении термина «бандурист» относится к польской летописи 1441 года. Там упомянуто, что у польского короля Сигизмунда III был придворный бандурист Тарашко, украинского происхождения, который также играл с королем в шахматы. Кроме кобзарей существовали придворные бандуристы. В XVIII столетии при императорском дворе содержался штат «бандуристов», а в царствование Елисаветы Петровны — даже «бандурщиц». В 70-х годах XVIII столетие встречаем бандуристов среди украинского казацкого войска, в качестве музыкантов-агитаторов, активных протестантов против своеволия панской шляхты. Бандури́сты или торба́нщики прежде бывали в каждом порядочном барском дворе Малороссии, и казачки́ плясали и пели с бандурами. В XX веке искусство бандуристов распространилось в городской среде. Были организованы курсы, созданы ансамбли. Во второй половине XX века вновь произошла феминизация бандуры.

... Но культурою, в смысле поэзий и мудрости, мы никому не уступаем — и наш былинник новгородский, или малороссийский бандурист, есть родной брат шотландскому барду, без всякой уступки, хотя, конечно, и без всякого самовозношения. ...— В. В. Розанов, «Американизм и американцы», 1904 год.

## Подкатегории бандуристов
Бандуристов можно разделить на разные подкатегории.
- Слепые бандуристы, которые жили и работали в сельской среде. Они проходили обучение у мастера или пан-отца. В прошлом назывались кобзарями.
- В 1930-е подросла группа слепых бандуристов, не прошедших традиционное обучение и не изучавших традиционные формы и репертуар, но подражавших творчеству кобзарей.
- Кроме кобзарей в прошлом существовали придворные бандуристы.
- В XX веке искусство бандуристов прижилось в городской среде и прошел процесс академизации бандуры. Наряду с этим создалась группа академических бандуристов.
- Во второй половине XX века произошла феминизация бандуры.
- В последнее время можно наблюдать значительный рост заинтересованности в подражании аутентичному творчеству кобзарей. Это группа репродуктивных кобзарей.

Можно подразделить кобзарей и бандуристов по территории деятельности, различиям в репертуаре, инструментах, философии в зависимости от территории. Существовали традиционные кобзарские школы на Полтавщине, Слобожанщине и на Черниговщине. Существовала специфическая культура бандурного искусства в диаспоре на Кубани, в Чехословакии, в Северной Америке и в Австралии.

## Известные бандуристы
- Алексей Розум[2]
- Остап Вересай
- И. И. Кучугура-Кучеренко